# سپرپهلو
سپرپهلو (نام علمی: Aspidopleura) نام یک سرده از section زنبور انگل است.